# Tereza z Entença
Tereza z Entença (katalánsky Teresa d’Entença, † 28. října 1327 Zaragoza) byla hraběnka z Urgellu a matka aragonských králů.

## Život
Narodila se jako starší ze dvou dcer Gombalda z Entença a jeho manželky Konstancie z Antillónu. V útlém dětství osiřela a jako starší dcera se stala dědičkou otcova majetku. Roku 1314 na základě testamentu bezdětného prastrýce zdědila hrabství Urgell a to za podmínky, že se provdá za aragonského infanta Alfonse, druhorozeného syna krále Jakuba II. Sňatek se konal 10. listopadu 1314 v katedrále v Lleidě a aragonská koruna tak získala na koruně nezávislou poslední část Katalánska.
Roku 1319 se stal Alfons po vstupu staršího bratra do řádu maltézských rytířů následníkem trůnu a v letech 1323–1324 velel katalánské expedici na Sardinii, kam ho manželka doprovázela. Manželství bylo požehnáno četným potomstvem. Porod dvojčat se stal Tereze osudným. Zemřela v říjnu 1327 krátce před korunovací a nedočkala se tak královského titulu. Alfons byl o pět dní později jako Alfons IV. korunován aragonským králem. Pochována byla v dnes již neexistujícím minoritském klášteře v Zaragoze. Urgell zdědil její mladší syn Jakub.

## Potomci
Ze třináctiletého manželství Teresy a Alfonsa se narodilo sedm dětí:
- Alfons Aragonský (1315–1317)
- Konstancie Aragonská (1318–1346)
- Petr IV. Aragonský (1319–1387)
- Jakub I. z Urgellu (1321–1347)
- Isabela Aragonská (1323–1327)
- Fadrique Aragonský (1325–zemřel mladý)
- Sancho Aragonský (1327)

| Hraběnka z Urgellu      | Hraběnka z Urgellu         | Hraběnka z Urgellu |
| ----------------------- | -------------------------- | ------------------ |
| Předchůdce: Ermengol X. | 1314–1327 Tereza z Entença | Nástupce: Jakub I. |